# Carlos Enrique Gómez Centurión
Carlos Enrique Gómez Centurión, alias Bebe (San Juan, 17 de mayo de 1924-Buenos Aires, 12 de abril de 2018), fue un político y geólogo argentino, que se desempeñó como gobernador de San Juan en dos oportunidades, la primera designado por el presidente de facto Alejandro Agustín Lanusse entre 1971 y 1973, y nuevamente, electo por voto popular entre 1987 y 1991.

## Biografía
Hijo del matrimonio de un representante de un molino harinero, Carlos Gómez Centurión, y Amelia Ugarte, quien era hija de un prominente empresario local. Realizó sus estudios primarios en la Escuela Superior Sarmiento, su bachillerato en el Colegio Nacional de San Juan. Se recibió de geólogo en la Universidad Nacional de Córdoba en 1948, y de regreso a San Juan, se dedicó a la actividad industrial y empresarial.
Se casó con Beatriz Rizzotti, con quien tuvo cuatro hijos.
En 1962 se afilió a la Unión Cívica Radical, teniendo gran admiración por el presidente Roberto Marcelino Ortiz. Con la dictadura autodenominada Revolución Argentina, en 1967 es nombrado Director de Minería y presidente del Banco de San Juan, designado por el gobernador de facto Edgardo Gómez bajo la dictadura de Juan Carlos Onganía. Su cargo en el Banco de San Juan le permite alcanzar la dirección del Banco Nación en la provincia. Desde allí, consigue ser nombrado gobernador de facto por el dictador Alejandro Agustín Lanusse entre el 4 de junio de 1971 y el 24 de junio de 1973.Su mandato se vería complicado por las luchas intestinas de las dos facciones radicales, y la proscripción del peronismo llegando a utilizar recurrentemente la intervención de los municipios gobernados por los opositores.
El Proceso de Reorganización Nacional lo nombra director del Banco de Desarrollo, y más tarde, embajador argentino en México y en Portugal. Con el retorno de la democracia, en 1983, adhiere al Partido Bloquista, llegando a ser Senador nacional, y Gobernador de San Juan, ocupando el cargo entre 10 de diciembre de 1987 y el 9 de diciembre de 1991. Fue diputado por el partido Bloquista entre 1991 y 1995.